# Linwood (Kansas)
Pour les articles homonymes, voir Linwood.
Linwood est une ville américaine située dans le comté de Leavenworth, au Kansas. Selon le recensement de 2010, sa population est de 375 habitants.